# Zinkfluoride
Zinkfluoride (ZnF2) is een anorganische verbinding van de elementen zink en fluor met een opvallend hoog smeltpunt. In tegenstelling tot andere zinkverbindingen is zinkfluoride slecht oplosbaar in water.

## Synthese
Zinkfluoride kan bereid worden door zinkcarbonaat te behandelen met waterstoffluoride:
{\displaystyle {\ce {ZnCO3 + 2 HF -> ZnF2 + CO2 + H2O}}}